# Šarišské Jastrabie
Šarišské Jastrabie (in ungherese Felsőkánya) è un comune della Slovacchia facente parte del distretto di Stará Ľubovňa, nella regione di Prešov.